# Hotel Saski (Warschau)

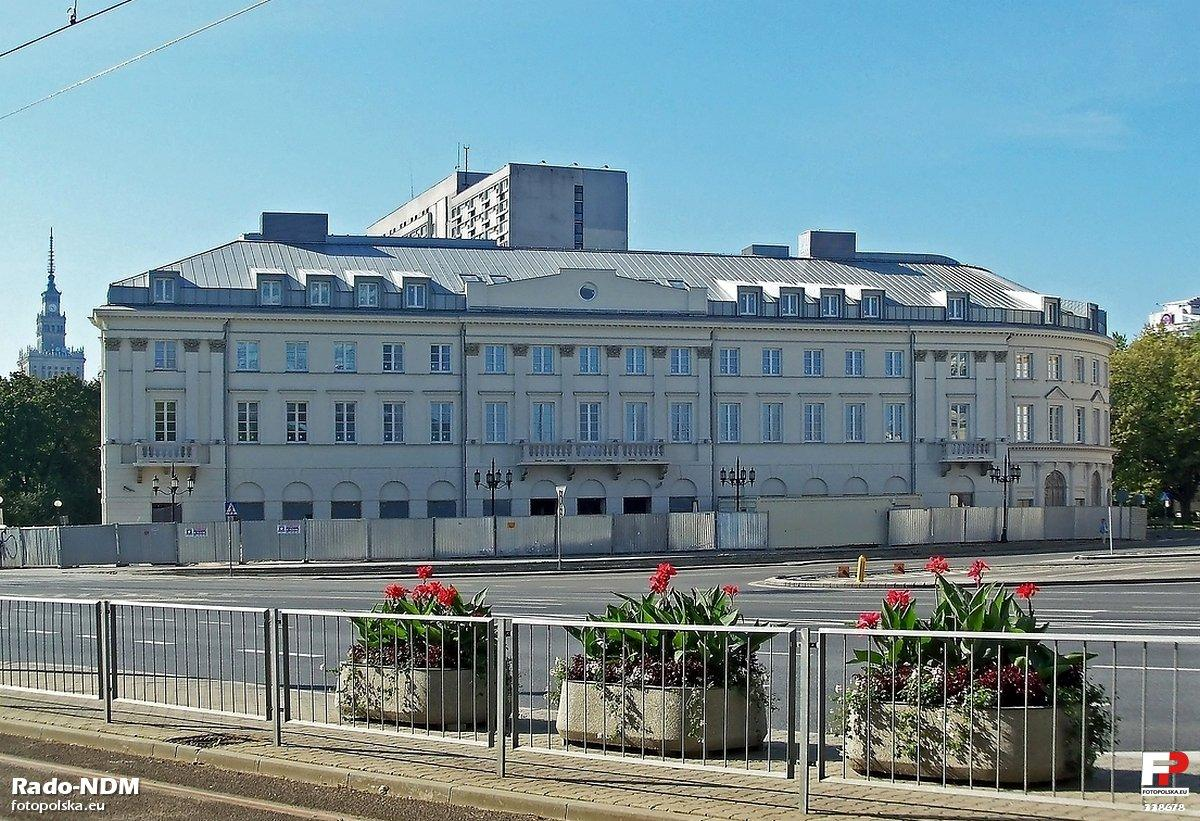
Das Gebäude seit dem Umbau

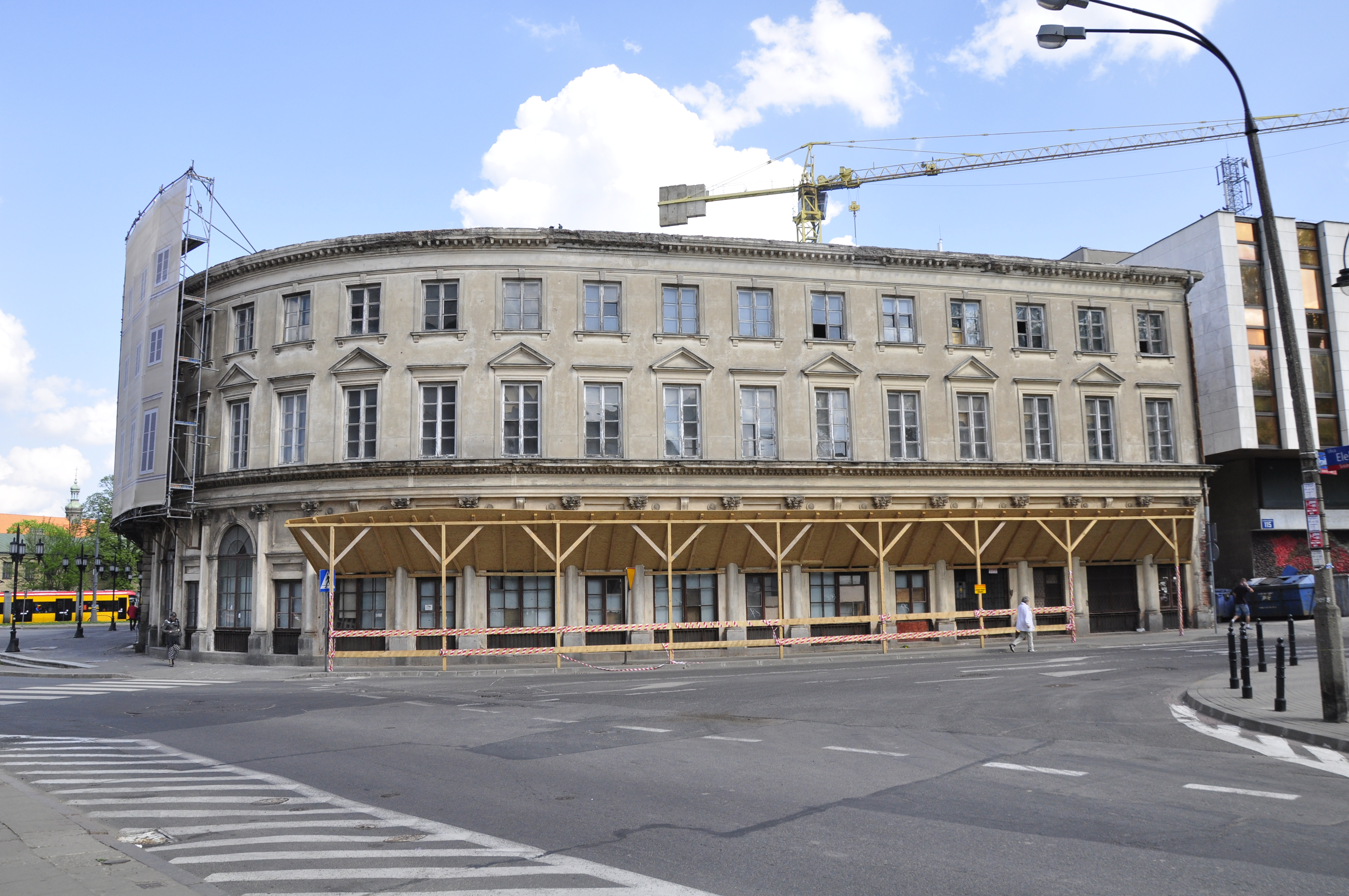
Das ehemalige Hotel während des Umbaus zum Bürogebäude im Frühjahr 2011

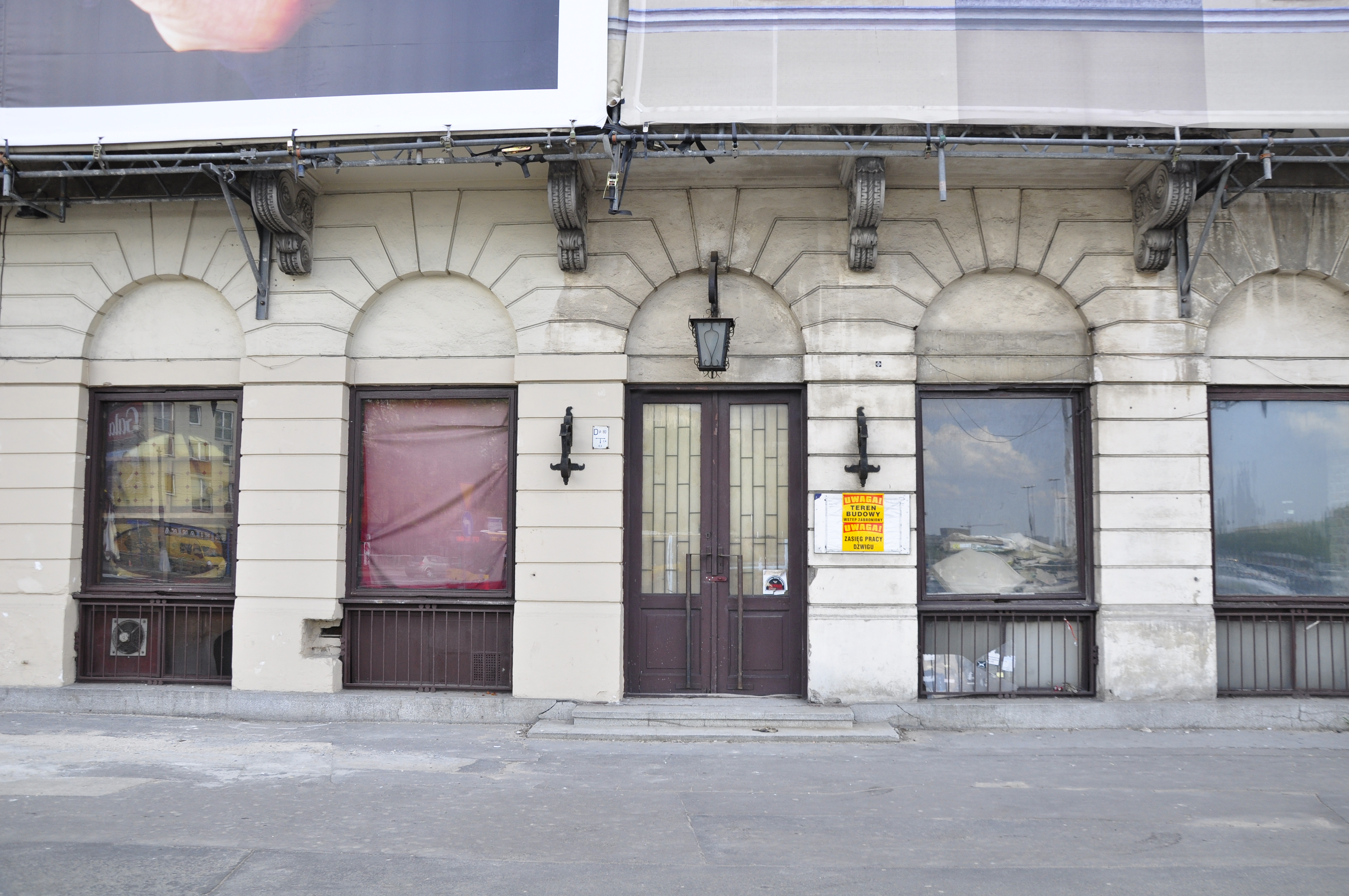
Der ehemalige Hoteleingang

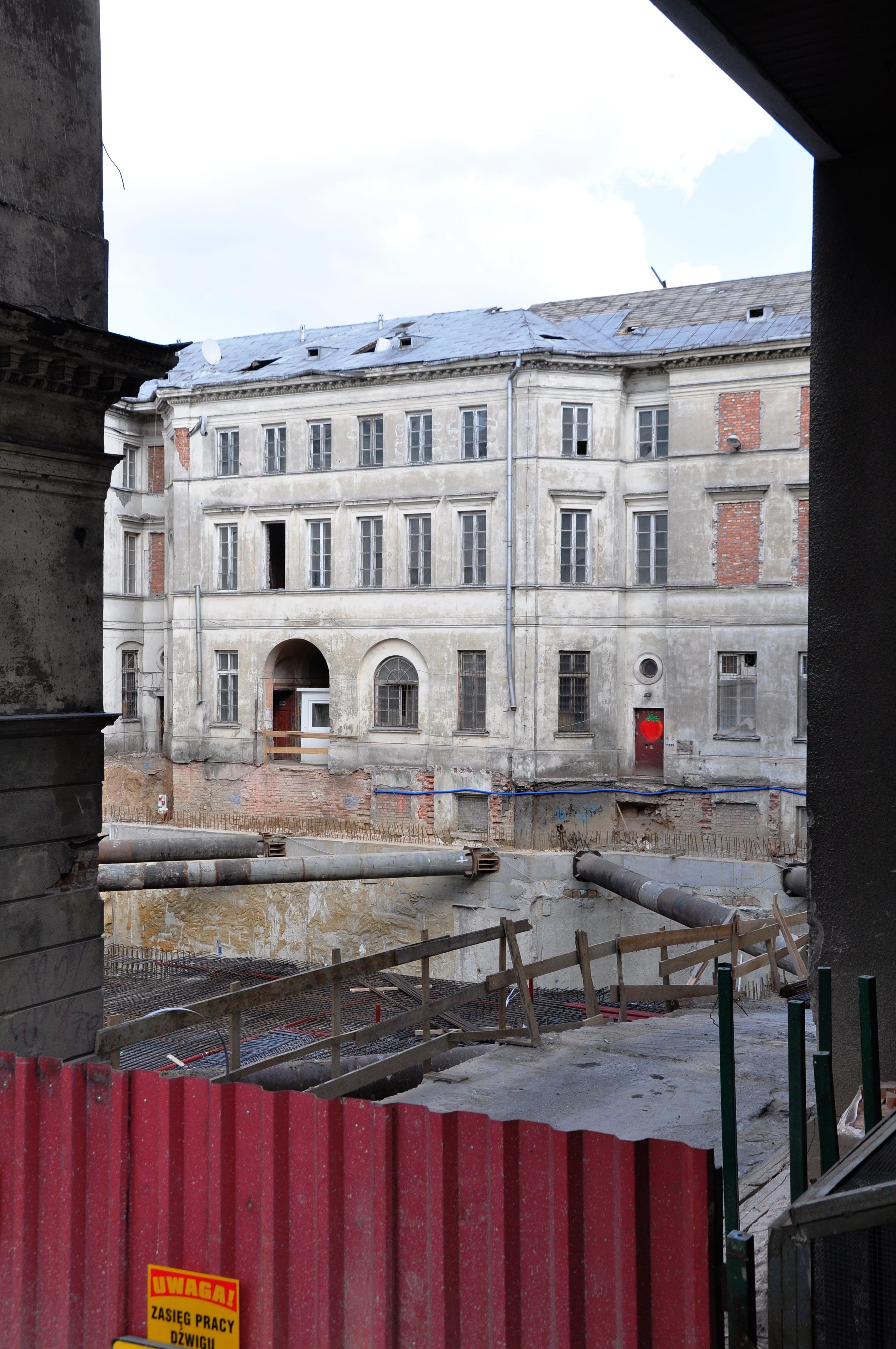
Ausschachtungsarbeiten im Innenhof zwecks Anlage einer zweigeschossigen Tiefgarage

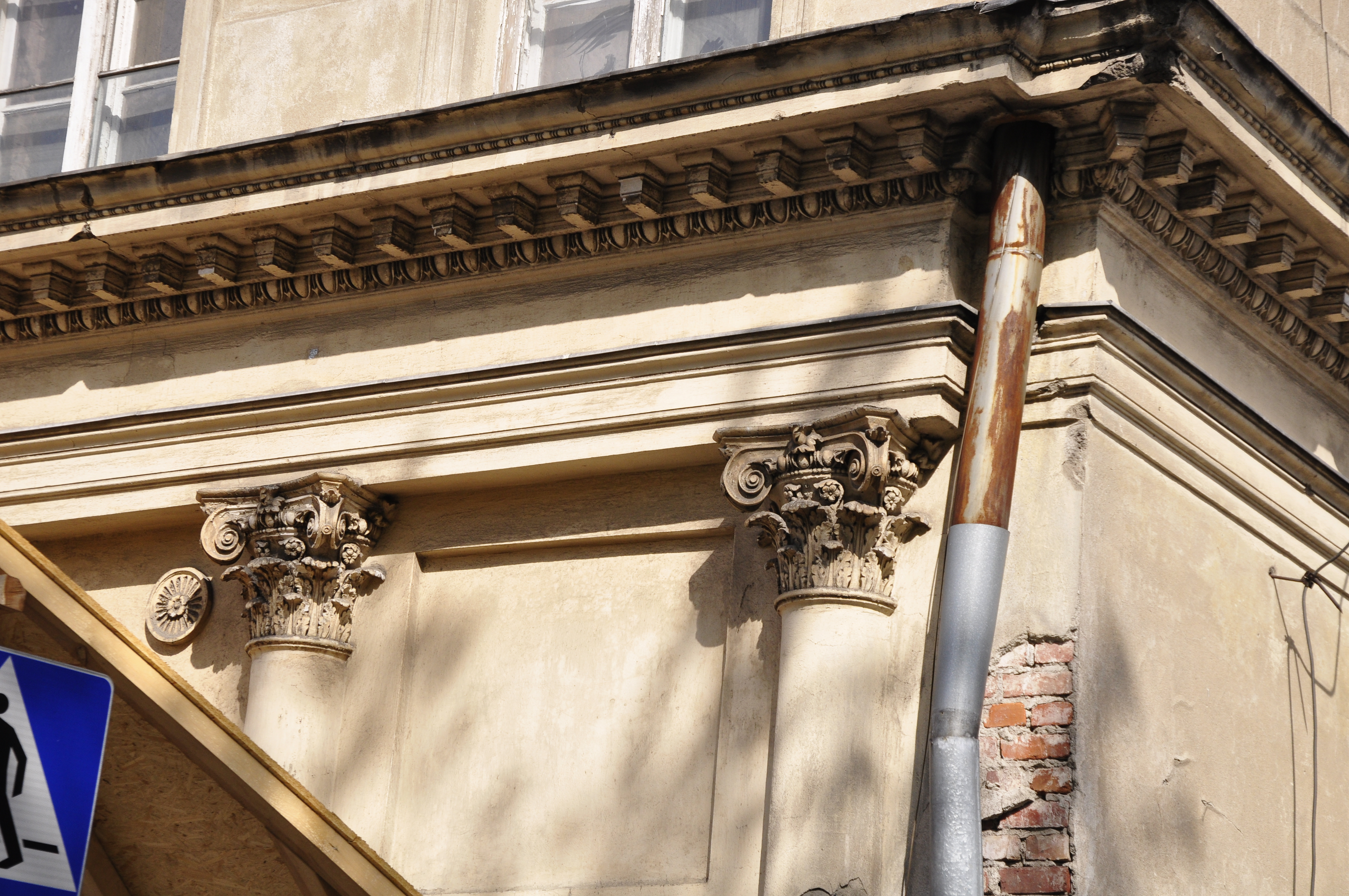
Detail an der Südwest-Ecke vor dem Umbau

Das Hotel Saski war nach dem Zweiten Weltkrieg für 50 Jahre ein 2-Sterne-Hotel in Warschau. Das Gebäude selbst ist älter und wird derzeit zu einem Bürokomplex umgebaut. In Zukunft wird dieses Objekt den Namen Plac Bankowy 1 tragen. Die Privatisierung des Gebäudes wie auch der genehmigte Umbau zu einem Büro der Klasse A waren stark umstritten. Das Objekt liegt am Plac Bankowy im Warschauer Innenstadtbereich und steht unter Denkmalschutz.
Das Hotel Saski ist nicht mit dem ebenfalls historischen Hôtel de Saxe zu verwechseln, dass vor dem Zweiten Weltkrieg in der heutigen Ulica Koza bestand.

## Geschichte
Die Entstehungsgeschichte des Gebäudes ist nicht genau bekannt. Vermutlich Ende des 17. Jahrhunderts entstand hier auf Basis eines Projektes von Tylman van Gameren ein barocker Palast für ein Mitglied der Bieliński-Familie. In den Jahren von 1826 bis 1828 wurde unter Verwendung eines Teiles des Palastes ein größeres spätklassizistisches Gebäude für Barbara Kossecka errichtet (Kamienica Kossecki). Das Projekt stammte vermutlich von Antonio Corazzi. Später wurde es als elegantes Mietshaus im Auftrag des polnischen Geschäftsmannes Janasz umgebaut (Kamienica Janasz). Verantwortlich für den Umbau waren wahrscheinlich Karol Galle und Alfons Kropiwnicki.

In den Anfangsjahren des Zweiten Weltkrieges blieb das Gebäude zunächst weitgehend unbeschädigt. Am 10. August 1944 wurden hier mehr als einhundert Bewohner der Umgebung von einer deutschen Einheit erschossen. An diese Massenexekution erinnert heute eine Gedenktafel an einem Nachbargebäude. Während des Warschauer Aufstandes brannte das Gebäude aus. Da die Etagen auf Holzkonstruktionen beruhten, blieben nur die Außenmauern stehen. Nach dem Krieg wurde es bis 1950 als Hotel wiederaufgebaut und unter dem Namen „Saski“ (deutsch: Sächsisches Hotel – eine Bezeichnung, die sich auf die sächsischen Könige in Polen bezieht, die in unmittelbarer Nähe die sächsische Achse geschaffen und den sächsischen Garten angelegt hatten) genutzt. Da anschließende Nebengebäude nicht rekonstruiert wurden, entstand ein großer Innenhof. Zu Beginn war es das Hotel der Warschauer Garnison. Nach ein paar Jahren wurde es ein Mittelklasse-Hotel für Touristen und Geschäftsleute. 

„Im Warschauer Hotel Saski, in welchem ich mehrere Male gewohnt habe, sind immer die interessantesten Ausländer abgestiegen und ich bin aus diesem Grunde immer in das Hotel Saski und nicht in das Bristol oder das Europejski gegangen, die mich immer enttäuscht haben.“

 Ende der 1990er Jahre wurde der Hotelbetrieb eingestellt.

### Umstrittene Privatisierung
In den 1990er Jahren gehörte das Hotel zur städtischen Gesellschaft Hotele Warszawskie „Syrena“. Neben dem Saski betrieb das Unternehmen auch die Hotels Metropol, MDM, Polonia, Warszawa, Nowa Praga sowie ein Bürogebäude an der Ulica Chmielna. Im Jahr 1997 verkaufte die Stadt Warschau dieses Unternehmen an die österreichische Bau Holding AG (Holdinggesellschaft der Ilbau), die den höchsten Preis angeboten hatte; für 80 Prozent der Anteile der Syrena wurden 24 Millionen Dollar bezahlt.
Die Privatisierung war umstritten. Die Verhandlungen waren undurchsichtig und das die Stadt beratende Unternehmen Finvest weitgehend unbekannt. So kam das Gerücht auf, dass ein oder mehrere Mitglieder des städtischen Magistrats Bestechungsgelder von den österreichischen Investoren gefordert hätten. Die Staatsanwaltschaft stellte Anfangsermittlungen dazu ein.
Der neue Investor versprach, in die Erneuerung der übernommenen Objekte 42 Millionen Dollar zu investieren. Erste Investitionen sollten innerhalb von sechs Jahren stattfinden. Bei Nichteinhaltung dieser Frist sollten mehrere Millionen Euro Strafe fällig werden. Die ursprünglichen Pläne der Bau Holding sahen auch eine Renovierung des Hotels Saski vor. Von den weitreichenden Plänen wurde bislang im größeren Umfang nur die Renovierung des Hotels Polonia erfüllt, allerdings mit Verspätung. Deshalb forderte die Stadt von der Bau Holding eine als Garantie ausgestaltete Konventionalstrafe von 10 Millionen Euro. Ein österreichisches Gericht wies diese Forderung zurück.

### Umwidmung
Im Jahr 2004 erwarb ein Unternehmen des polnischen Geschäftsmanns Artur Jarczyński das Objekt von der Syrena. Die neue Eigentümergesellschaft heißt Plac Bankowy 1 (Sp.z o.o.); Jarczyński sowie der ehemalige Stadtarchitekt Michał Borowski sind Mitglieder der Geschäftsleitung. Das vormalige Hotelgebäude soll zu einem exklusiven Bürohaus umgebaut werden, dass äußerlich weitgehend dem Vorgängerobjekt gleichen soll. Das Gebäude soll nach Fertigstellung über 6.700 Quadratmeter Bürofläche verfügen und solche Mieter ansprechen, die den Charme und Stil des klassizistisch anmutenden Gebäudes schätzen.
Das Gebäude wird höher sein als in der Vorgängernutzung. In das erhöhte Dach wird ein weiteres Stockwerk eingefügt, die Fenster werden als Gauben ausgestaltet. Dieses zusätzliche Stockwerk führte zu heftigen Kontroversen. Führende Architekturhistoriker wie die Hochschullehrer Jadwiga Roguska und Andrzej Rottermund sahen in der neuen Form des Daches ein störendes Element in der Architektur der Umgebung. Einer Erhöhung des Kerngebäudes um ein reguläres Stockwerk hätte das Denkmalschutzamt der Stadt jedoch nicht zugestimmt. Das Projekt zum Umbau stammt von Henryk Łaguna (Architekturbüro MAAS).
Das umgebaute Gebäude wird an der Südseite einen zusätzlichen Flügel erhalten, der den bislang an das Nachbargebäude angrenzenden Innenhof gleichmäßig umfasst. In diesem Innenhof soll eine öffentliche zugängliche Terrasse entstehen. Das Projekt zur Ausgestaltung dieser Terrasse sowie verbundener Geschäfte und Restaurants liegt bei dem Bühnenbildner Allan Starski. Der Bauherr gibt an, dass im Umbau rund 90 % der alten Gebäudeform erhalten wird. Unter dem Innenhof wird eine zweistöckige Tiefgarage mit 50 Stellplätzen entstehen.
Die Kosten des Umbaus werden auf 25 Millionen Złoty geschätzt. Das Objekt soll bis Herbst 2012 fertiggestellt sein. Die markante Neonreklame auf dem Dach des Hotels („Hotel Saski“) wird abgebaut und soll zukünftig in einem Museum ausgestellt werden.